# Kazimierz Biculewicz
Kazimierz Biculewicz (ur. 1 kwietnia 1948 w Ornecie, zm. 18 listopada 2022 w Krakowie) – polski poeta.

## Życiorys
Debiutował na łamach prasy literackiej w 1972. W 1977 opublikował w piśmie Nowy Wyraz arkusz poetycki Listy zwykłe polecone. Pierwsza książka poetycka Biculewicza Ognisty Żółw Bengalski ukazała się dopiero w 1989 w Wydawnictwie Literackim i została uhonorowana Nagrodą im. Kazimiery Iłłakowiczówny za najlepszy debiut książkowy. W 1994 ukazał się jego drugi tom wierszy, Mrówka muzyczna. Uhonorowany Nagrodą Krakowska Książka Miesiąca (marzec 1995, za tomik Mrówka muzyczna).
Kazimierz Biculewicz do 1985 mieszkał w Mielcu, później w Krakowie, gdzie zmarł. Pochowany został w Mielcu.